# Združenie robotníkov Slovenska
Združenie robotníkov Slovenska (zkratka ZRS, česky Sdružení dělníků Slovenska) byla slovenská politická strana působící v letech 1994–2017. Stranu založil a jejím předsedou byl Ján Ľupták.

## Historie strany
Strana vznikla v roce 1994 odštěpením od Strany demokratickej ľavice. V témže roce uspěla v parlamentních volbách a se ziskem 7,34 % obsadila 13 poslaneckých křesel. Po volbách vstoupila společně s HZDS, SNS a NAS do třetí vlády Vladimíra Mečiara, v dalších parlamentních volbách už ale neuspěla  Předsedou strany byl od roku 1994 až do jejího zániku v roce 2017 její zakladatel Ján Ľupták.